# Свентокшиський національний парк

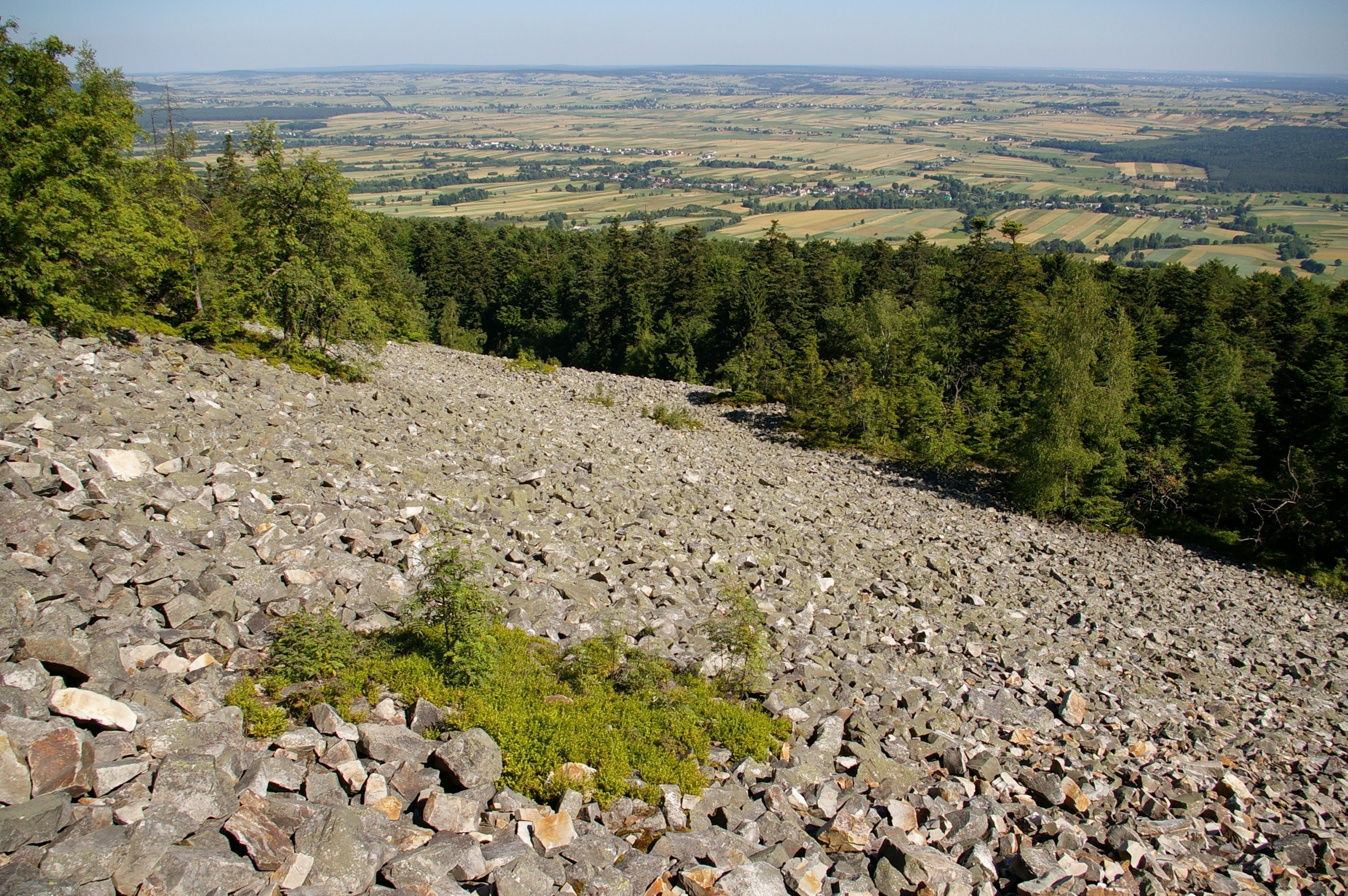
Гологір'я на Лисій Горі

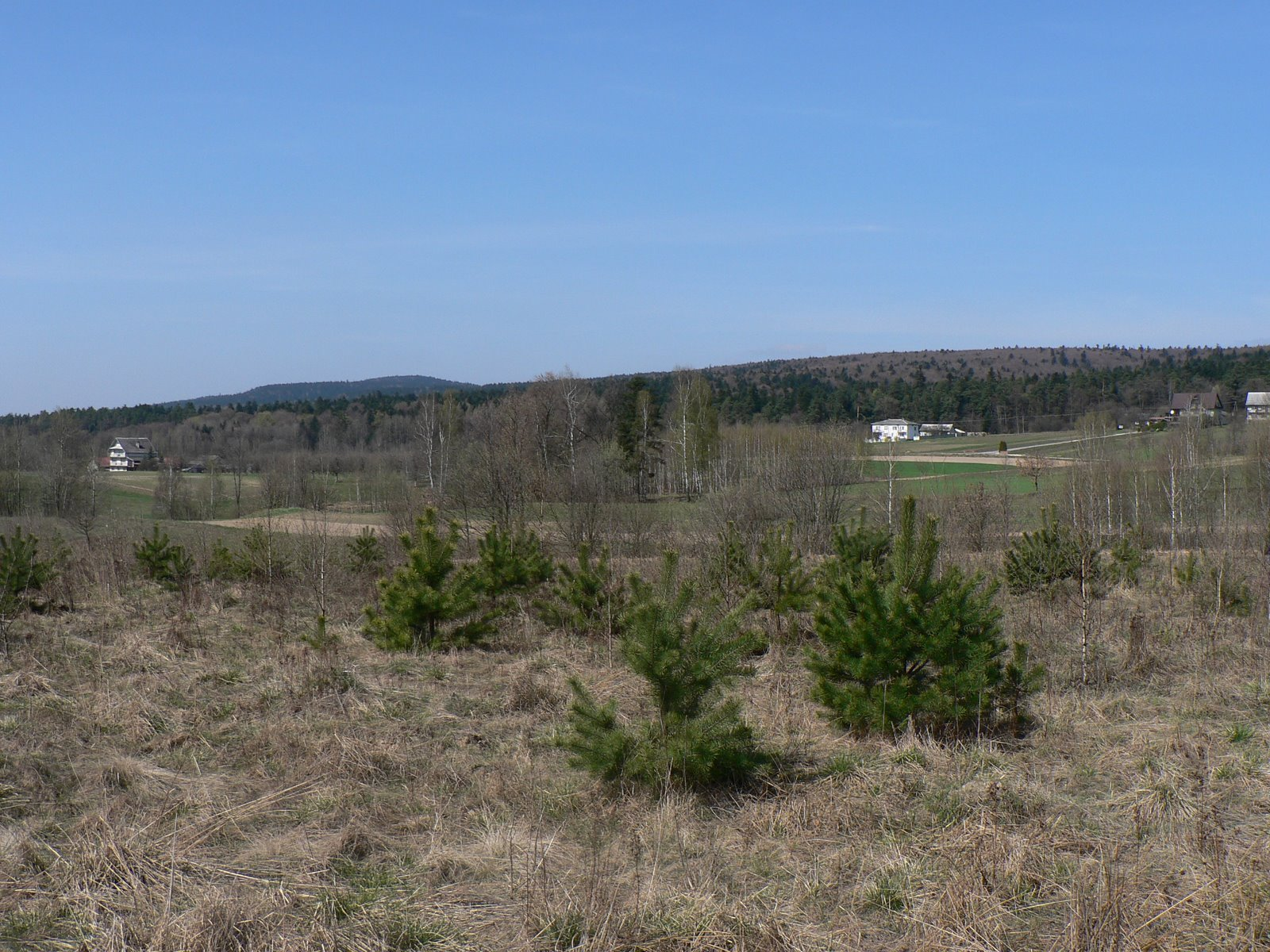
Західна частина Гологір'я з Лисіці

Свентокшиський національний парк (пол. Świętokrzyski Park Narodowy) — один з 23 національних парків Польщі. Знаходиться в Свентокшиському воєводстві. Парк розташовується в центральній частині Свентокшиських гір і охоплює гірську систему Лисогори з вершиною Лисіця (612 м над рівнем моря), частину гірської системи пасмо Клоновське, Вільковську і Дембнянську долини та три ексклави — Холмову гору, ліс Сервіс і лісову площу під назвою «Укіс Запуста» (пол. Skarpa Zapusta) (з 1996 р.).

## Історія парку
В 1920 р. на території Холмової гори було засновано першу природоохоронну зону. У 1924 р. були засновані два заповідники на горах Лисіця і Лиса гора. Пізніше було засновано ще один окремий заповідник під назвою «Мокрий Бір» площею 38,44 га. У 30-х роках XX ст. ліси Лисогірських гір називалися «Ялиновою пущею» (пол. Puszcza Jodłowa). Водночас для цієї пущі було присвоєно природоохоронний статус Національного парку, адміністрація якого перебувала в Бодзентині. У долині Чорні Води між Мєйською-Горою і Лисіцею було створено заповідник «Чорний Ліс» площею 26,45 га. У 1950 р. всі ці природоохоронні території було об'єднано в єдиний «Свентокшиський національний парк», загальною площею 1731 га.
Свентокшиський національний парк поділено на 8 охоронних зон: Холмова гора, Святий Хрест, Дембно, Долина яструбів, Домброва, Підгір'я, Свята Катерина і Клони.

## Опис
Характерною рисою Свентокшиського національного парку є куруми, які знаходяться на вершинах гір національного парку. Найбільші куруми знаходяться на Лисій Гурі та Лисіці. На курумах зростають різні нитчасті водорості, лишайники, мохи та папороті. Деякі з курумів мають власні назви: Біла (Бяла) Скалка і Ксенжа Скалка.
Більшу частину височин національного парку займають змішані ялицеві та букові ліси, нижню — змішані сосново-дубові ліси з домішкою ялиці, модрини, ялини й бука.
Через парк проходять туристичні маршрути.

## Пам'ятки
- У парку росте 270-річна ялиця біла, що досягає висоти 51 м. Ця ялиця вважається найвищим деревом у Польщі ;
- На Лисій Гурі знаходиться Природний музей Свентокшиського національного парку;
- Комплекс колишнього бенедиктинського монастиря з базилікою Святої Трійці.

## Ресурси Інтернету
- Вікісховище має мультимедійні дані за темою: Свентокшиський національний парк
- Офіційний сайт Свентокшиського національного парку [Архівовано 27 листопада 2018 у Wayback Machine.]